# Kelly Greenhill
Kelly M. Greenhill (* 1970) ist eine US-amerikanische Politikwissenschaftlerin an der Tufts University in Boston und Buchautorin. Sie forscht auf den Gebieten internationale Sicherheit, militärische Gewalt, Bürgerkriege, Interventionen und Aufstände sowie über internationale Migration. In Europa wurde sie durch die Veröffentlichung ihres Buches Weapons of Mass Migration: Forced Displacement, Coercion, and Foreign Policy bekannt, das sich mit der Thematik gesteuerter Flüchtlingsströme und deren Auswirkungen beschäftigt.

## Leben
Kelly M. Greenhill studierte politische Ökonomie und Skandinavistik an der University of California in Berkeley und schloss den dortigen Studiengang mit dem Bachelor of Arts (BA) ab, um hiernach ein Certificate of Special Studies (CSS), ähnlich dem berufsbegleitenden deutschen MBA-Studium, in Internationalem Management der Harvard University zu absolvieren und abzuschließen. Anschließend begann Greenhill am Massachusetts Institute of Technology (MIT) mit dem Studium der Politikwissenschaften und spezialisierte sich dabei auf die Teildisziplinen Internationale Politik, Sicherheitspolitik und Politische Ökonomie. Ihr Politikstudium beendete sie mit dem Master of Science (S.M) und dem Doctor of Philosophy (Ph.D).
Zur Zeit bekleidet Greenhill die Stellung eines Associate Professor auf Lebenszeit für Politikwissenschaften und Internationale Beziehungen an der Tufts University in Boston. Des Weiteren ist sie Research Fellow des International Security Program (ISP) des an die John F. Kennedy School of Government angeschlossenen Forschungszentrums Belfer Center for Science and International Affairs (BCSIA).
Außerhalb ihrer wissenschaftlichen Tätigkeit war und ist Greenhill als Beraterin für die verschiedensten nationalen und internationalen Organisationen tätig. Hierzu gehören unter anderem die Ford Foundation, der Hohe Kommissar der Vereinten Nationen für Flüchtlinge (UNHCR), die Weltbank und das U.S. Department of Defense. Als Wirtschaftspolitikerin unterstützte sie den damaligen US-Senator und ehemaligen Außenminister der Vereinigten Staaten John Kerry.

## Publikationen
Greenhill ist Autorin des Buches Weapons of Mass Migration: Forced Displacement, Coercion, and Foreign Policy, das von der International Studies Association (ISA) als bestes Buch des Jahres 2011 ausgezeichnet wurde. Darüber hinaus veröffentlichte sie als Co-Autorin und Co-Herausgeberin, in Zusammenarbeit mit Peter Andreas, Sex, Drugs, and Body Counts: The Politics of Numbers in Global Crime and Conflict sowie The Use of Force: Military Power and International Politics (R & L) in Kooperation mit Robert J. Art.
Hinzu kommen weitere Publikationen in den wissenschaftlichen Fachzeitschriften „International Security“, „Security Studies“, „Civil Wars“ und „International Migration“ sowie Veröffentlichungen außerhalb des wissenschaftlichen Bereichs in der New York Times, The Los Angeles Times, International Herald Tribune, Foreign Affairs und für die British Broadcasting Company (BBC).
Aktuell arbeitet Greenhill an einer Monographie, einer länderübergreifenden Studie, unter welchen Bedingungen strittige Quellen politischer Informationen wie Gerüchte, Verschwörungstheorien und Mythen wesentlichen Einfluss auf die Entwicklung und Durchführung der Außen- und Verteidigungspolitik von Staaten haben.

## Veröffentlichungen
Im englischen Original:
- Weapons of Mass Migration: Forced Displacement, Coercion, and Foreign Policy. Cornell University Press, März 2010, ISBN 978-0801448713.
- Sex, Drugs, and Body Counts: The Politics of Numbers in Global Crime and Conflict. Cornell University Press, Mai 2010, ISBN 978-0801476181.
- The Use of Force: Military Power and International Politics. Rowman & Littlefield, Juli 2015, ISBN 978-1442233058.

In deutscher Übersetzung:
- Massenmigration als Waffe. Kopp Verlag, Januar 2016, ISBN 978-3864452710.